# I viaggi del Nautilus
I viaggi del Nautilus è il secondo volume di poesie del fiorentino Alberto Caramella, uscito per Le Lettere nel 1997. Il libro è accompagnato da una postfazione di Carmelo Mezzasalma.

## L'opera
il titolo del volume «oltre che, evidentemente, ricordare i viaggi del sottomarino Nautilus, geniale invenzione di Verne, allude più che altro a “un piccolo straordinario animale” come dice Caramella […] “che viaggia in continuazione e ha la capacità di sollevarsi o sprofondare nel mare usando la parte terminale della sua conchiglia come una camera nella quale l’acqua è accolta per far peso oppure ne è scacciata per determinare leggerezza. Il suo guscio ripete le armonie singolari e misteriose tipiche dell’universo: riproducendo in modi diversi, la medesima struttura, le stesse forme, che si ricollegano alla sezione aurea e persino alla moderna geometria dei frattali. La sua spirale si ritrova nelle immense galassie, nella conformazione dei fiori, nella disposizione dei petali di una margherita: sembra essere una nota costante di armonia che si esprime non nell’astratto ma nel concreto del cosmo. Tutto questo si ritrova nel guscio che protegge il piccolo animale [….]. Pronto a diventare un fossile nel corso delle stagioni o polvere sul fondale marino è in sé un oggetto che si sviluppa seguendo riti arcani e che accoglie e protegge la vita: la nostra come quella che verrà. Come già ha protetto quella che è venuta”. Dunque il viaggio all’interno del creato è anche salvezza di forme minime e minuscole […]. Se l’universale si specchia nel particolare, allora cantare e lodare il particolare è lodare l’universale. Ma la conchiglia del nautilus rappresenta anche il sito, il luogo insieme dello spirito e del corpo, è la Casa della Luce, è la casa di ciascuno di noi. […] Infine, come si evince da alcuni disegni di Papi, il Nautilus doveva essere una struttura, un monumento che avrebbe dovuto esser costruito accanto alla Casa della Luce». (Claudio Mariotti, in A. Caramella, Poesie, a cura di C Mariotti, Firenze, Polistampa, 2003, pp. 69-70)
Con questo libro Caramella prosegue il suo discorso poetico di cinquant'anni di poesia iniziato con Mille scuse per esistere, come dichiara l'autore in esergo. A rinsaldare questo legame non è solo il ricorrere di tematiche comuni, ma, come notato da Mario Graziano Parri anche il numero delle poesie (290 ora, 288 nel precedente volume).
L'opera si apre con una traduzione dell'ode undicesima del primo libro di Orazio (la famosa poesia del carpe diem), con l'intento dichiarato dall'autore stesso in un'intervista:
Insomma, anche in questo volume l'autore vuol celebrare l'estasi della vita come notato nella postfazione da Carmelo Mezzasalma,  lo straripante amore per essa (per usare l'espressione dello stesso poeta che così intitola la prima sezione del libro).  Ritornano anche temi quali l'infanzia perduta (si veda Destini a p. 128 e Scrivere a p. 286) e il mare come metafora del viaggio verso il recupero di sé.

### Edizioni
- I viaggi del Nautilus, Firenze, Le Lettere, 1997.